# Josip Stritar
Josip Stritar (1836-1923) fue un escritor esloveno, editor y amigo personal de Fran Levstik. Estuvo mucho tiempo fuera de Eslovenia, escribió en todos los géneros literarios.
Sus Poesías (Pesmi) (1869) están penetradas de un pesimismo al estilo de Schopenhauer, en las que el amor y la propia poesía sirven de consuelo al poeta frente a la vida; escribió también Cartas de Prešeren desde el Elisio (Peršernova pisma is Elizije) (1872) y Sonetos vieneses (Dunajske sonete) (1872), su obra poética más notable, cincuenta sonetos de sátira y polémica contra los viejos eslovenos.
En la narrativa empezó con la novela breve Svetinova Metka (1868), según La nueva Eloísa de Rosseau, y la novela Zorin (1870), a la manera de un Werther esloveno, en forma de cartas del protagonista que, desesperado del amor y de la vida, se suicida, aunque en el caso de Stritar su spleen es demasiado abstracto. La extensa novela El señor Mirodolski (Gospod Mirodolski) (1876) sigue el modelo de El vicario de Wakefield de Goldsmith, el relato Rosana (1877) sigue a Goethe, y la novela Los Sodnik (Sodnikovi) (1878), está de tema original, narra en un realismo moderado la ruina progresiva de una familia rural por culpa del dinero.
Como crítico literiario y estético escribió su Cartas críticas (Kritična Pisma) (1867-1868) y, sobre todo, sus Conversaciones literarias (Literarni pogovori) (1868) y sus Cartas Vienesas (Dunajska pisma) (1895-1896) porque con todas ellas capacita al idioma esloveno para la expresión de reflexiones estéticas y culturales más complejas. Por último es autor de escríticos satíricos, como Coloquios de perros (Pesji pogovori) (1870).
- Datos: Q1397983
- Multimedia: Josip Stritar / Q1397983